# کاتسو ریوزاکی
کاتسو ریوزاکی (انگلیسی: Katsu Ryuzaki; ۲۵ مارس ۱۹۴۰ – ۱۸ دسامبر ۱۹۸۴) بازیگر اهل ژاپن بود. وی بین سال‌های ۱۹۶۱ تا ۱۹۸۴ میلادی فعالیت می‌کرد.